# Lacock
Lacock is een civil parish in de unitary authority Wiltshire, in het Engelse graafschap Wiltshire. De civil parish telt 1159 inwoners.

## Historische gebouwen
Lacock is een van de meest pittoreske dorpjes van Engeland. Zo dateert de Saint Cyriac kerk uit de middeleeuwen, is er een 14de-eeuwse tienden schuur en een 15de-eeuwse herberg; en staan er veel oude huizen.
Het bekendste bouwwerk is evenwel Lacock Abbey. Bijna alle gebouwen zijn eigendom van de National Trust. Omwille van zijn pittoreske uiterlijk is het dorp al veelvuldig gebruikt als decor voor opnames van films en tv-reeksen: onder meer Cranford, Downton Abbey, The Wolfman en scènes uit de zesde Harry Potter-film De Halfbloed Prins werden hier opgenomen. Ook het huis van de ouders van Harry Potter in de film De Steen der Wijzen staat in Lacock.

## Lacock Abbey
Lacock Abbey werd opgericht in 1229. De meeste gebouwen dateren uit de middeleeuwen. De abdij werd ten tijde van Koning Hendrik VIII opgeheven zoals veel andere kloosters. Het werd particulier bezit, en kwam in de 18de eeuw in bezit van de familie Talbot, die het in 1944 aan de National Trust schonk. In de abdij is er een museum gewijd aan de fotografie. William Fox Talbot maakte in 1835 hier het eerste bewaard gebleven fotonegatief. Ze beeldt een van de vensters van de abdij af. In de jaren daarna maakte hij nog heel wat andere foto's van zowel de abdij als het dorp, dat daardoor goed fotografisch gedocumenteerd is.
Tot 1944 werd in de abdij ook een van de vier bewaard gebleven originele kopieën van de Magna Carta uit 1225, bewaard. Deze bevindt zich nu in de British Library. De abdij fungeerde als decor voor een aantal klaslokalen in de eerste Harry Potter-films, ook de scène met de spiegel van Neregeb werd in het chapter house van de abdij opgenomen. Verder werden heel wat scènes uit de film De zusjes Boleyn (The Other Boleyn Girl) in de abdij opgenomen.

## Lacock Cup
De Lacock Cup is een vijftiende-eeuwse zilveren beker, die tot de kostbaarste seculiere zilveren objecten van Engeland wordt gerekend. Deze drinkbeker belandde na de reformatie in de Saint Cyriac-kerk in Lacock, waar hij honderden jaren lang bij de eredienst werd gebruikt. In 1962 werd hij permanent uitgeleend aan het British Museum. In 2013 werd hij aan het museum verkocht voor 1,3 miljoen pond, hoewel hij door experts eerder op 1,8 miljoen pond was geschat. Een kopie wordt nu in de kerk bewaard.

## Galerij

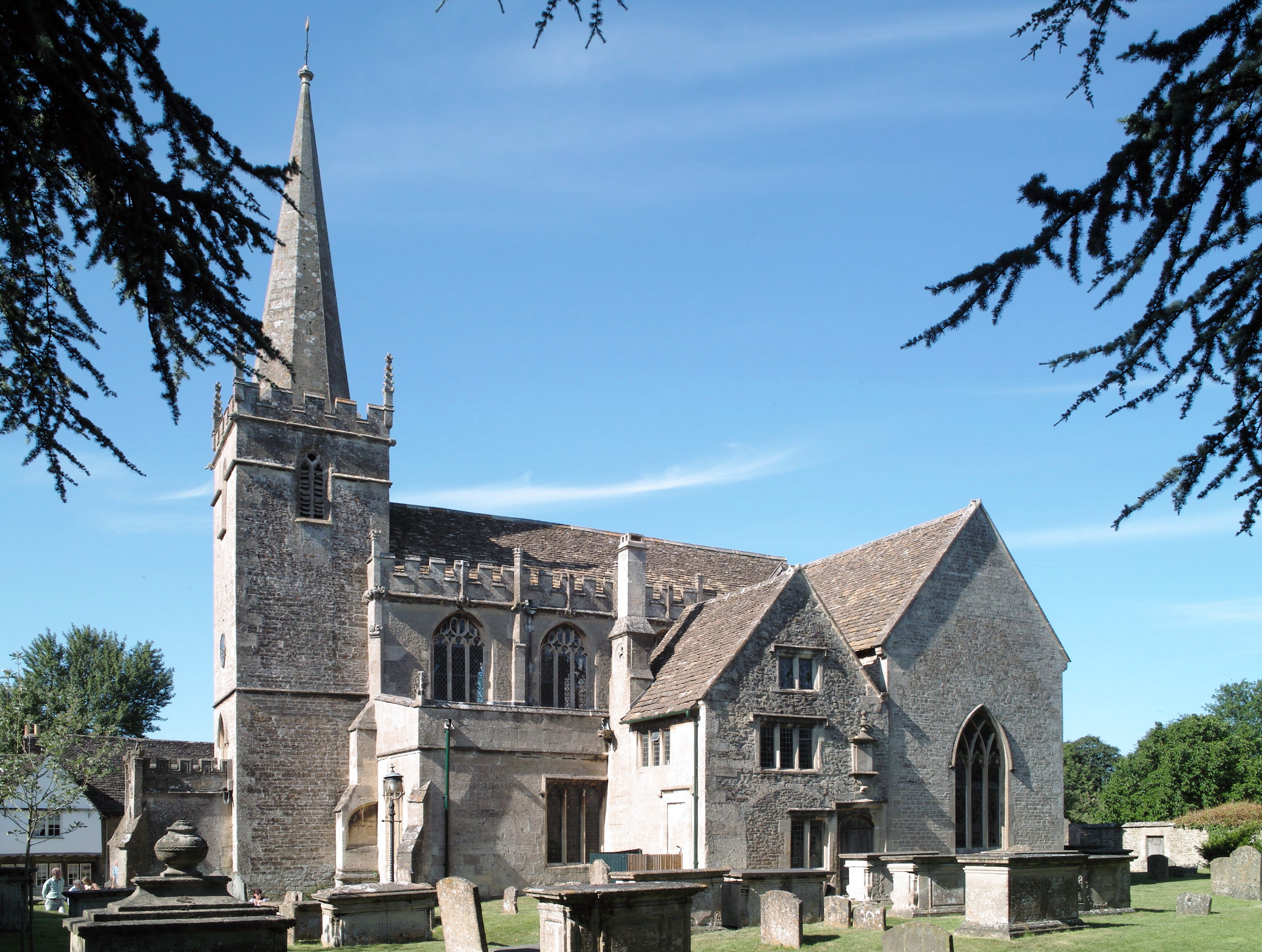
De kerk van St Cyriac, Lacock gebouwd in de late 11de eeuw.
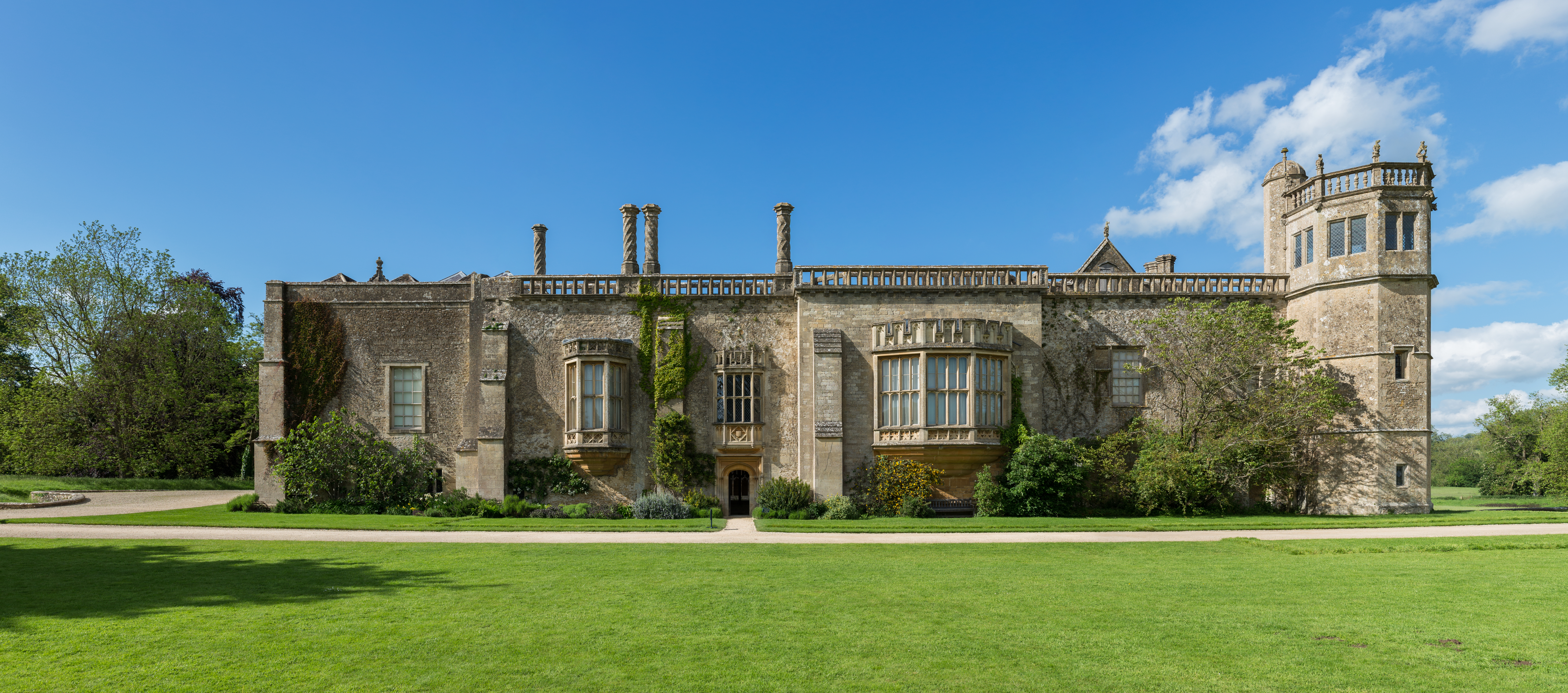
Lacock Abbey
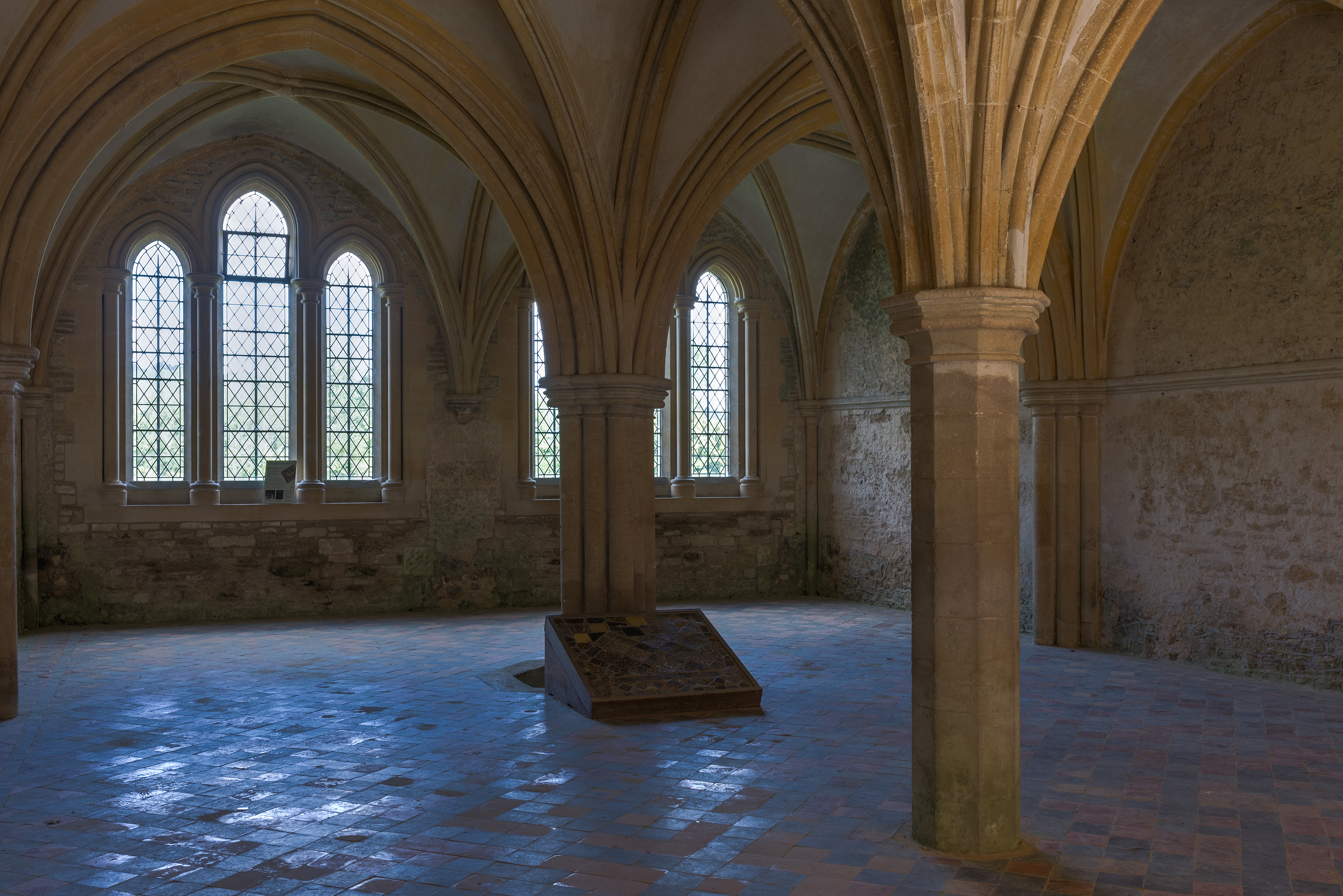
Het chapter house is na genoeg onveranderd gebleven.
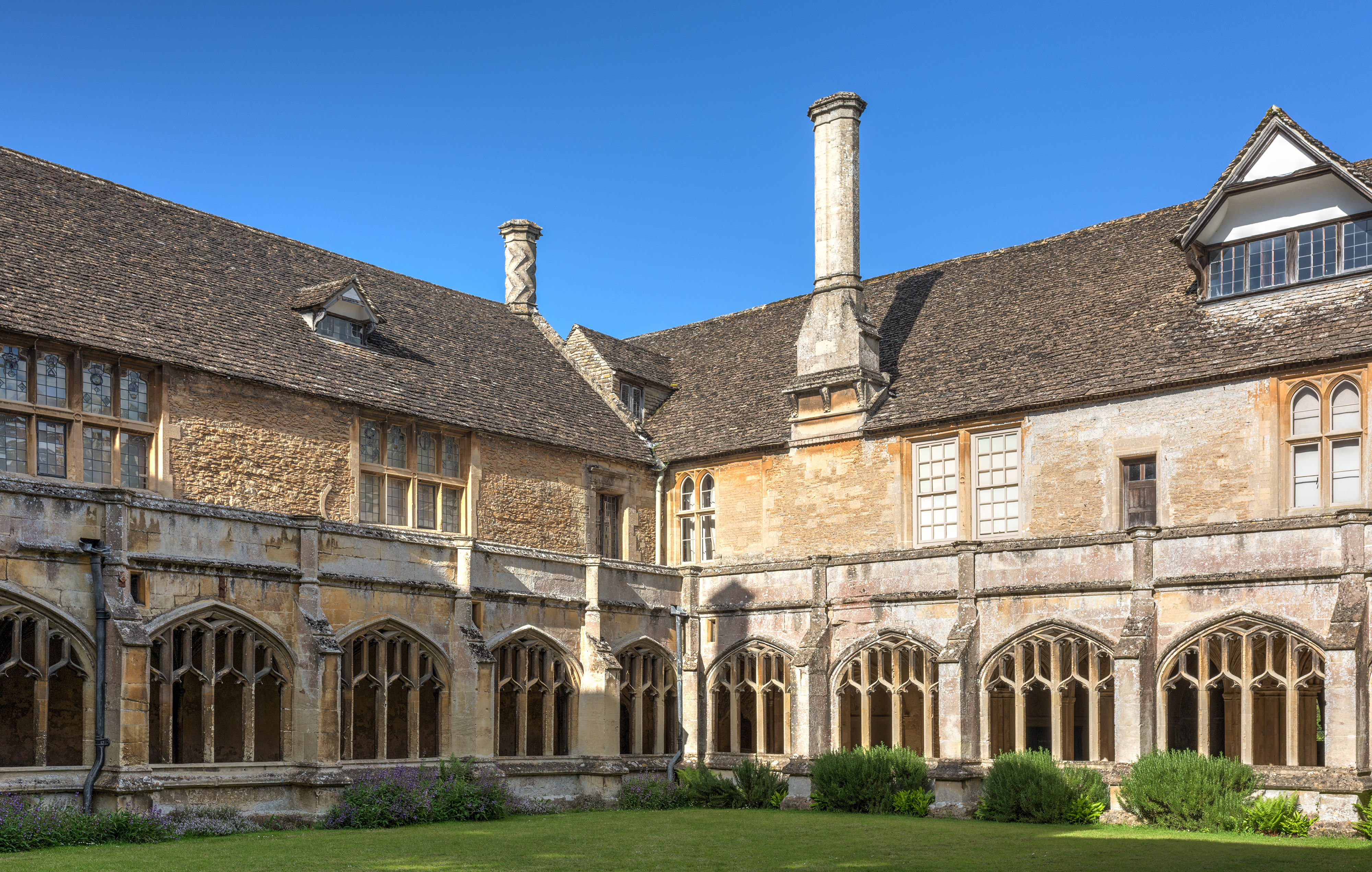
Binnenkoer van de abdij: the cloisters
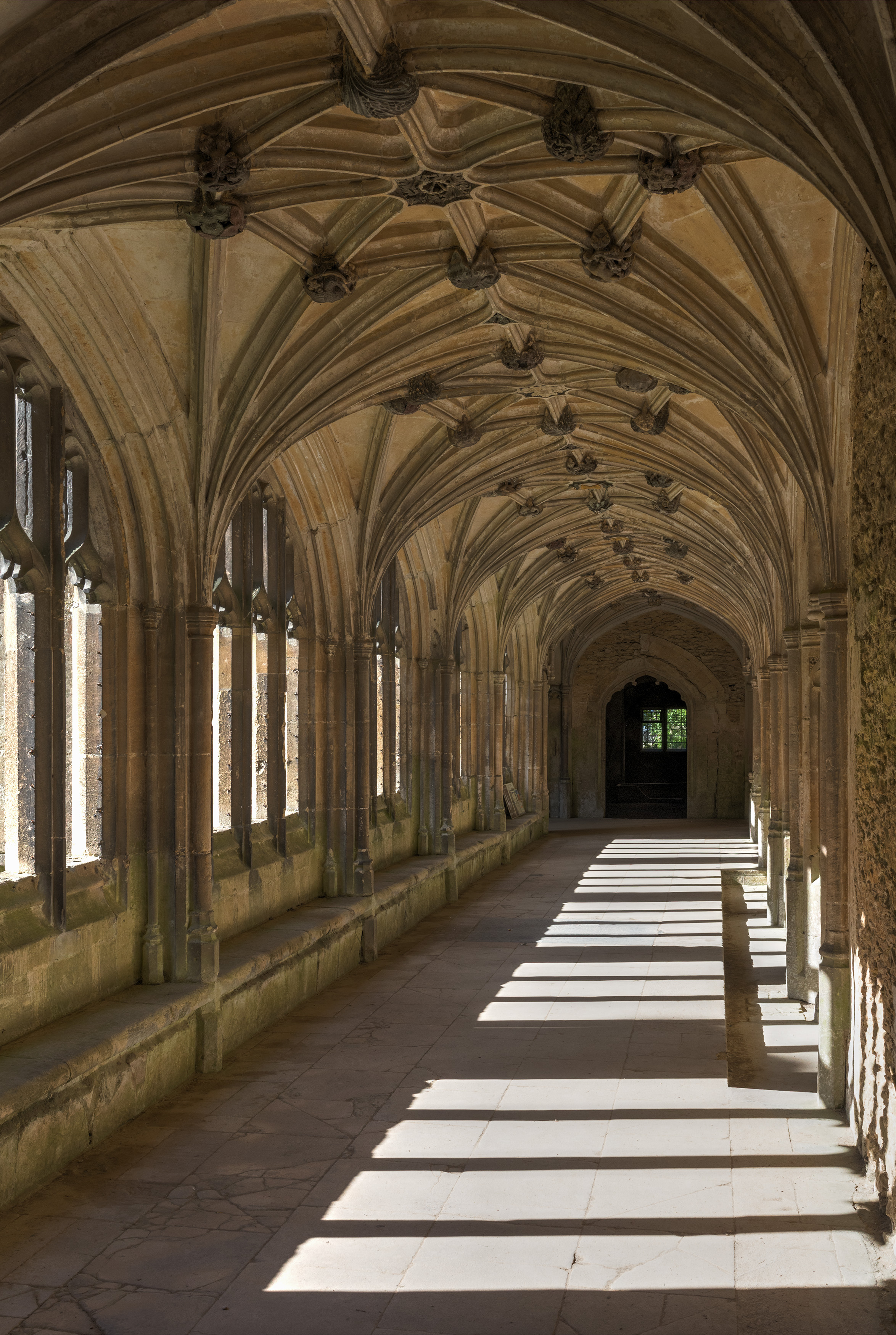
The cloisters van Lacock Abbey, binnenzicht
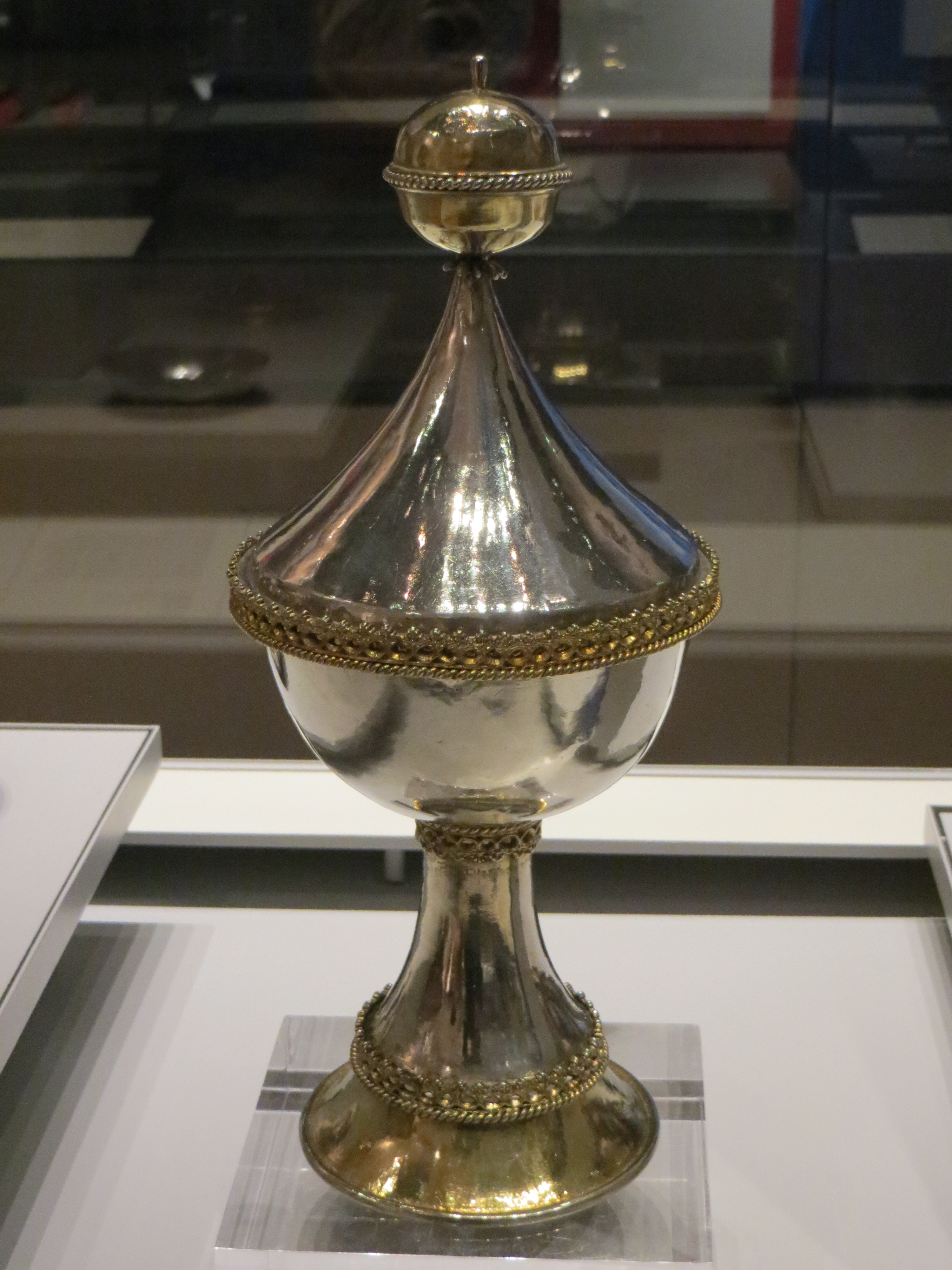
Lacock Cup
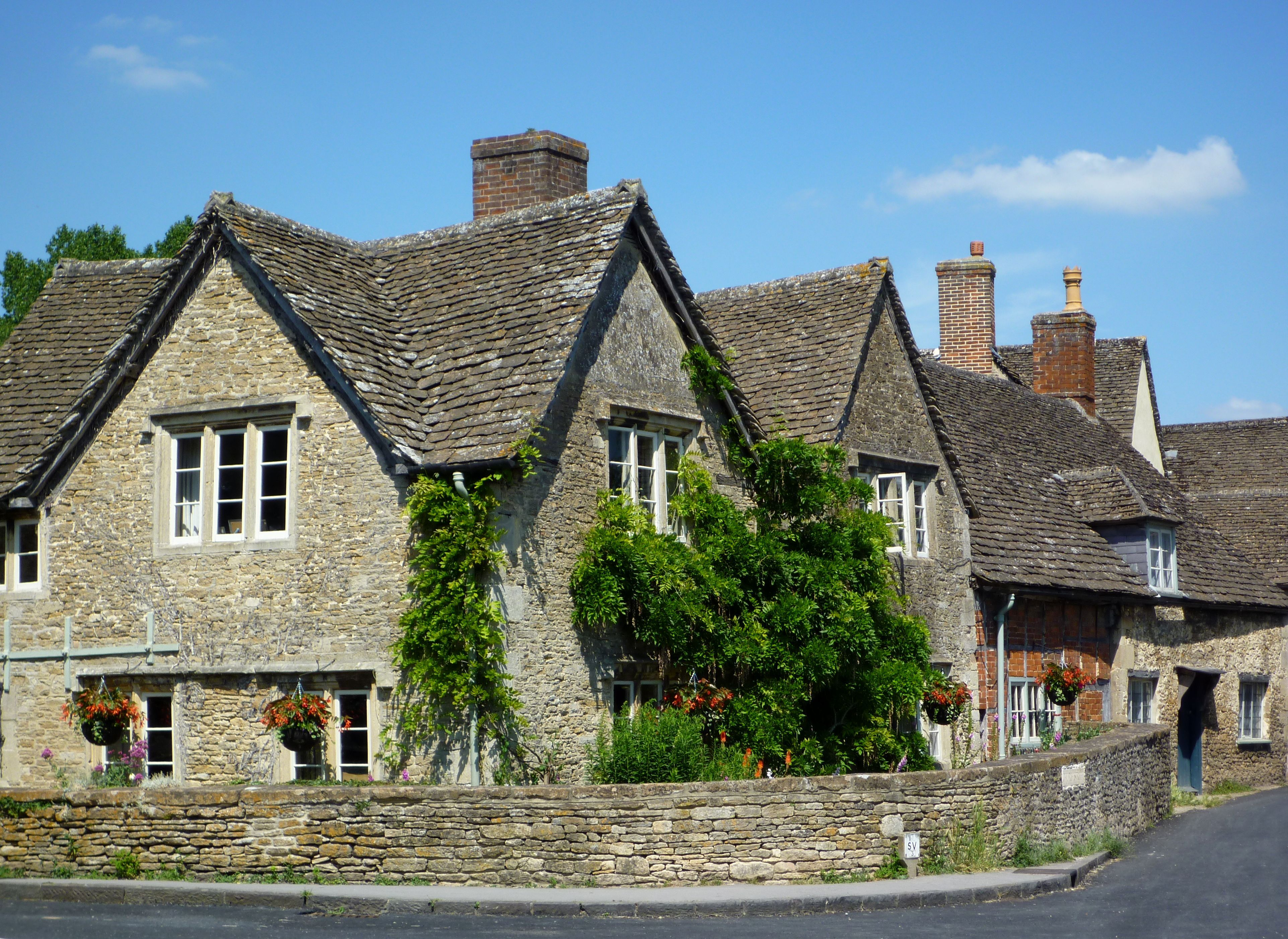
Oude huizen in Lacock

Aldbourne · 
Alderbury · 
All Cannings · 
Allington · 
Alton · 
Alvediston · 
Amesbury · 
Ansty · 
Ashton Keynes · 
Atworth · 
Avebury · 
Barford St. Martin · 
Baydon · 
Beechingstoke · 
Berwick Bassett · 
Berwick St. James · 
Berwick St. John · 
Berwick St. Leonard · 
Biddestone · 
Bishops Cannings · 
Bishopstone (Swindon) · 
Bishopstone (Wiltshire) · 
Bishopstrow · 
Blunsdon St Andrew · 
Bower Chalke · 
Box · 
Boyton · 
Bradford on Avon · 
Bratton · 
Braydon · 
Bremhill · 
Brinkworth · 
Britford · 
Brixton Deverill · 
Broad Chalke · 
Broad Hinton · 
Broad Town · 
Brokenborough · 
Bromham · 
Broughton Gifford · 
Bulford · 
Bulkington · 
Burbage · 
Burcombe Without · 
Buttermere · 
Calne Without · 
Calne · 
Castle Combe · 
Castle Eaton · 
Chapmanslade · 
Charlton · 
Charlton · 
Cherhill · 
Cheverell Magna · 
Cheverell Parva · 
Chicklade · 
Chilmark · 
Chilton Foliat · 
Chippenham Without · 
Chippenham · 
Chirton · 
Chiseldon · 
Chitterne · 
Cholderton · 
Christian Malford · 
Chute Forest · 
Chute · 
Clarendon Park · 
Clyffe Pypard · 
Codford · 
Colerne · 
Collingbourne Ducis · 
Collingbourne Kingston · 
Compton Bassett · 
Compton Chamberlayne · 
Coombe Bissett · 
Corsham · 
Corsley · 
Coulston · 
Covingham · 
Cricklade · 
Crudwell · 
Dauntsey · 
Devizes · 
Dilton Marsh · 
Dinton · 
Donhead St. Andrew · 
Donhead St. Mary · 
Downton · 
Durnford · 
Durrington · 
East Kennett · 
East Knoyle · 
Easterton · 
Easton Grey · 
Easton · 
Ebbesborne Wake · 
Edington · 
Enford · 
Erlestoke · 
Etchilhampton · 
Everleigh · 
Figheldean · 
Firsdown · 
Fittleton · 
Fonthill Bishop · 
Fonthill Gifford · 
Fovant · 
Froxfield · 
Fyfield · 
Grafton · 
Great Bedwyn · 
Great Hinton · 
Great Somerford · 
Great Wishford · 
Grimstead · 
Grittleton · 
Ham · 
Hankerton · 
Hannington · 
Haydon Wick · 
Heddington · 
Heytesbury · 
Heywood · 
Highworth · 
Hilmarton · 
Hilperton · 
Hindon · 
Holt · 
Horningsham · 
Huish · 
Hullavington · 
Idmiston · 
Inglesham · 
Keevil · 
Kilmington · 
Kingston Deverill · 
Kington Langley · 
Kington St. Michael · 
Knook · 
Lacock · 
Landford · 
Lands common to the parishes of Broughton Gifford and Melksham Without · 
Langley Burrell Without · 
Latton · 
Laverstock · 
Lea and Cleverton · 
Leigh · 
Liddington · 
Limpley Stoke · 
Little Bedwyn · 
Little Somerford · 
Longbridge Deverill · 
Luckington · 
Ludgershall · 
Lydiard Millicent · 
Lydiard Tregoze · 
Lyneham and Bradenstoke · 
Maiden Bradley with Yarnfield · 
Malmesbury · 
Manningford · 
Marden · 
Market Lavington · 
Marlborough · 
Marston Maisey · 
Marston · 
Melksham Without · 
Melksham · 
Mere · 
Mildenhall · 
Milston · 
Milton Lilbourne · 
Minety · 
Monkton Farleigh · 
Netheravon · 
Netherhampton · 
Nettleton · 
Newton Tony · 
North Bradley · 
North Newnton · 
North Wraxall · 
Norton Bavant · 
Norton · 
Oaksey · 
Odstock · 
Ogbourne St. Andrew · 
Ogbourne St. George · 
Orcheston · 
Patney · 
Pewsey · 
Pitton and Farley · 
Potterne · 
Poulshot · 
Preshute · 
Purton · 
Quidhampton · 
Ramsbury · 
Redlynch · 
Roundway · 
Rowde · 
Rushall · 
Savernake · 
Seagry · 
Sedgehill and Semley · 
Seend · 
Semington · 
Shalbourne · 
Sherrington · 
Sherston · 
Shrewton · 
Sopworth · 
South Marston · 
South Newton · 
South Wraxall · 
Southwick · 
St. Paul Malmesbury Without · 
Stanton Fitzwarren · 
Stanton Saint Bernard · 
Stanton St. Quintin · 
Stapleford · 
Staverton · 
Steeple Ashton · 
Steeple Langford · 
Stert · 
Stockton · 
Stourton with Gasper · 
Stratford Toney · 
Stratton St Margaret · 
Sutton Benger · 
Sutton Mandeville · 
Sutton Veny · 
Swallowcliffe · 
Teffont · 
Tidcombe and Fosbury · 
Tidworth · 
Tilshead · 
Tisbury · 
Tockenham · 
Tollard Royal · 
Trowbridge · 
Upavon · 
Upton Lovell · 
Upton Scudamore · 
Urchfont · 
Wanborough · 
Warminster · 
West Ashton · 
West Dean · 
West Knoyle · 
West Lavington · 
West Overton · 
West Tisbury · 
Westbury · 
Westwood · 
Whiteparish · 
Wilcot · 
Wilsford cum Lake · 
Wilsford · 
Wilton · 
Wingfield · 
Winsley · 
Winterbourne Bassett · 
Winterbourne Monkton · 
Winterbourne Stoke · 
Winterbourne · 
Winterslow · 
Woodborough · 
Woodford · 
Wootton Bassett · 
Wootton Rivers · 
Worton · 
Wroughton · 
Wylye · 
Yatton Keynell · 
Zeals